# Arius heudelotii
Arius heudelotii és una espècie de peix de la família dels àrids i de l'ordre dels siluriformes.

## Morfologia
Els mascles poden assolir els 83 cm de llargària total i els 8,5 kg de pes.

## Distribució geogràfica
Es troba des de Mauritània fins al Gabon, incloent-hi la conca inferior del riu Níger i el riu Gàmbia.